# Call of Juarez (игра)

Глава «Рожденный заново». По поручению индейца Спокойная Вода, Билли предстоит взобраться на высокую гору, чтобы взять орлиное перо из гнезда.

Call of Juarez (Зов Хуареса, в русской локализации — «Call of Juarez: Сокровища Ацтеков») — компьютерная игра в жанре шутера от первого лица в стиле вестерна, разработанная польской компанией Techland и изданная Ubisoft 15 сентября 2006 года в Европе и 20 октября в России. В 2007 году была портирована для Xbox 360 с улучшенной графикой.

## Сюжет
Рассказчик пересказывает легенду о золоте Хуареса, которое было выкупом за Монтесуму, пленённого конкистадорами. Сокровище было утеряно много веков назад и не было найдено. Несмотря на слухи о том, что сокровище было проклято, многие авантюристы искали богатства ацтеков.
Действие игры происходит в 1884 году. Билли — молодой парень, который не знает, кто его отец, у него даже нет фамилии. Из-за его мексиканской родословной он страдал от расизма со стороны местного населения. Больше всего он ненавидел своего отчима Томаса, бившего его каждый день. Однажды парень покинул свой дом и отправился за золотом Хуареса, но после двух лет поисков ничего не нашёл.
Билли вернулся в родной город, но по прибытии домой он нашёл мать с отчимом мёртвыми, лежащими под написанной кровью надписью «Зов Хуареса» (в русской версии — «Сокровища Ацтеков»). Мужчина, по имени Преподобный Рэй, бывший преступник, ныне живущий жизнью фанатично верующего священника, брат Томаса, увидел Билли на месте преступления и посчитал его убийцей. Билли убежал от Рэя, который впоследствии решил, что его долг перед Богом — выследить и убить преступника.

### Развитие сюжета
Прежде чем Рэй отправился в погоню, местные бандиты убили шерифа и попытались захватить город, но священник ликвидировал их и направился на поиски Билли. Тем временем, Билли, убегая от Рэя, наткнулся на лагерь бандитов. После того, как он прокрался через него, парня встретил священник. Билли скрылся, запрыгнув на проходящий поезд. Рэй, вырезав лагерь, отправился за поездом. В это время поезд атаковали бандиты. Рэй спас поезд от них и узнал, куда убежал Билли.
Билли решил идти на ранчо отца Молли, своей возлюбленной. Рэй настиг Билли на ранчо, возле которого встретил группу Техасских рейнджеров, которые сказали Рэю, что они собрались атаковать ферму из-за того, что её владелец — скотокрад. Рэй помог им и погнался за Билли через поле. Затем он выстрелил в парня, и тот упал в реку. Рэй вернулся на ранчо и понял, что рейнджеры на самом деле были бандитами под командой мужчины с именем Хуарес. Священник одолел двоих бандитов в дуэли, остальные же сбежали. Умирая, мистер Фергюсон попросил у Рэя спасти его дочь, Молли, которую похитили бандиты. Рэй гонится за ними, но не успевает. Понимая, что Билли не виновен, священник заливается слезами, считая, что не выполнил свой долг.
Билли выжил, его спас индеец по имени «Спокойная Вода». Вскоре, возвращаясь с поручения индейца, Билли находит его мёртвым. Бандиты, убившие его, захватили Билли. Тем временем, Рэй преследует бандитов с целью искупить свою вину. Он гонится за ними на лошади и подстреливает одного из них по имени Тай Стюарт. Перед смертью Стюарт рассказывает, что карета, за которой гнался Рэй, едет в город Хуарес, расположенный на мексиканской границе.
В Хуаресе Билли встречает мужчину с именем Хуарес, который рассказывает, что он — отец Билли. Он заставляет парня искать сокровище под угрозой убийства Молли. Прибывший Рэй спасает Билли. Священник убивает бандитов и добирается до Хуареса, который сбегает и говорит Рэю, что убьёт Молли, если тот не принесёт сокровище. В это время Билли находит золото.
Рэй штурмует форт Хуареса и находит камеру, где заточена Молли. Хуарес закрывает Рэя с Молли и поджигает помещение. Прибывший Билли тушит огонь и атакует злодея. Он побеждает его в дуэли и оставляет умирать. Затем, парень вытаскивает Рэя и Молли из камеры. Внезапно Хуарес стреляет в Рэя и говорит, что его спасла броня. Хуарес и Билли дерутся в рукопашную и парень вновь побеждает бандита. Билли обнимает Молли, а позади них с ножом поднимается Хуарес. В это время умирающий Рэй признаёт свою вину и просит у Господа единственного шанса спасти Билли и Молли. Из последних сил он стреляет в антагониста и умирает счастливым.
Позже Билли и Молли стоят на кладбище Хуареса над могилой Рэя. Билли, вспоминая советы Спокойной Воды, решает больше не убегать от судьбы.

### Персонажи
- Билли «Свечка» — юный бродяга с мексиканскими корнями, один из двух игровых персонажей. Вернувшись домой с поисков легендарных сокровищ, он находит мать и отчима мёртвыми и убегает, дав своему дяде мысль о том, что он — убийца.
- Преподобный Рэй МакКол — старый священник, брат отчима Билли. Ошибочно считающий, что Билли несёт ответственность за убийство его брата и его жены, Рэй, снова берёт в руки оружие с целью убить Билли во имя правосудия. В игре он противник Билли, но в конце он узнаёт правду и помогает ему. Убит Хуаресом. В русской версии озвучивает Андрей Ярославцев.
- Хуан «Хуарес» Мендоза — главный антагонист игры. Влиятельный главарь банды, известный как «Хуарес», по названию своего родного города. Является биологическим отцом Билли и ответственным за смерть его матери, которую поручил убить за то, что та ушла от него к Томасу. Заставляет Билли искать для него сокровище. Убит умирающим Рэем, при попытке ударить Билли ножом в спину. В русской версии озвучивает Владимир Антоник.
- Том Мэнсон, Тай Стюарт и братья МакКлайд — главные приспешники Хуареса, убившие семью Билли. Прикидываясь техасскими рейнджерами, они обманом заставили Рэя помочь им зачистить ранчо Фергюсона в поисках Билли. Все они убиты Рэем. В русской версии озвучивают Олег Щербинин, Дмитрий Филимонов и Александр Бобровский.
- Молли Фергюсон — дочь богатого фермера, в которую влюблён Билли. Удерживалась Хуаресом, для того чтобы Билли искал для него сокровище.
- Спокойная Вода — старый индеец-знахарь. Спас и вылечил Билли, упавшего в реку после ранения от выстрела Рэя. Ранее носил имя Быстрая Река. Убит людьми Хуареса. В русской версии озвучивает Александр Хотченков.
- Клайд Форрестер — владелец салуна в родном городе Билли. Расист и богохульник. Давний враг Билли и Рэя. Застрелен Рэем на дуэли. В русской версии озвучивает Владимир Антоник.
- Сюзи — проститутка в салуне, знакомая Билли.
- Брайан Фергюсон — отец Молли, который был против их отношений с Билли. Убит людьми Хуареса.
- Чед — подручный мистера Фергюсона, влюблённый в Молли. Убит Рэем.
- Тим Пауэлл — шериф городка «Хоуп», в котором жили Рэй и Билли. Убит бунтовщиками. В русской версии озвучивает Олег Щербинин.
- Томас МакКол — брат Рэя и отчим Билли. Убит людьми Хуареса в начале игры.
- Мариса МакКол — жена Томаса и мать Билли. Убита людьми Хуареса в начале игры. В русской версии озвучивает Елена Соловьёва.
- Нед «Чума» — лидер банды, которая хочет ограбить поезд у шахты «Блэк Ривер». Застрелен Рэем на дуэли.
- Сумасшедший Фрэнк — бывший контуженный солдат Гражданской войны. Пытается застрелить Билли за воровство патронов. В русской версии озвучивает Дмитрий Филимонов.

## Разработка

### Игровой движок
Call of Juarez использует игровой движок Chrome Engine третьего поколения. На момент выхода игру отличала передовая графика, активное задействование всего спектра эффектов современных графических технологий: повсеместное наложение карт нормалей, текстуры высокого разрешения, рендеринг теней при помощи карт теней очень высокого разрешения, сложные эффекты, создаваемые при помощи системы частиц (такие, как дым и огонь), поддержка HDR.

### Версия для Xbox 360
Игра вышла позднее на консоли Xbox 360, чем на ПК; данная версия имеет некоторые изменения в сравнении с оригиналом.
Добавлены новые режимы одиночной игры (три эксклюзивных уровня для одиночной игры и эксклюзивный режим дуэлей); авторы значительно изменили декорации; добавлено эксклюзивное оружие (помимо стандартных видов оружия на уровнях можно отыскать различное модифицированное оружие); сделаны графические и технические улучшения (улучшенные текстуры, более реалистичное освещение, улучшенный рендеринг эффектов и более высокая стабильная частота кадров); улучшенный ИИ (враги теперь умеют грамотно использовать окружающую среду, вести подавляющий огонь и объединяться в группы); также были добавлены новые музыкальные треки — 20 музыкальных композиций.
В 2011 году появилась возможность приобрести игру в сервисе Xbox Live, но по состоянию на 2014 игра недоступна в сервисе.

## Отзывы и оценки
| Сводный рейтинг       | Сводный рейтинг | Сводный рейтинг |
| Издание               | Оценка          | Оценка          |
| Издание               | PC              | Xbox 360        |
| --------------------- | --------------- | --------------- |
| GameRankings          | 75,44 %         | 71,79 %         |
| Metacritic            | 72/100          | 71/100          |
| Иноязычные издания    |                 |                 |
| Издание               | Оценка          | Оценка          |
| Издание               | PC              | Xbox 360        |
| Eurogamer             | 8/10            | 8/10            |
| GameSpot              | 7/10            | 7,4/10          |
| GameSpy               | [ 10 ]          | [ 11 ]          |
| IGN                   | 6,8/10          | 7,5/10          |
| Русскоязычные издания |                 |                 |
| Издание               | Оценка          | Оценка          |
| Издание               | PC              | Xbox 360        |
| Absolute Games        | 80 %            | N/A             |
| «Игромания»           | 8/10            | N/A             |

Call of Juarez получил смешанные и средние отзывы. ПК-версия имеет совокупный балл 72 из 100 по мнению сайта Metacritic, на основе двадцати пяти обзоров, а версия Xbox 360 имеет балл 71 из 100, на основе тридцати семи обзоров.
Кирон Гиллен из Eurogamer поставил ПК-версии 8 из 10, назвав её «максимальной игрой, которая в значительной степени отражает каждую идею, которую она может придумать, и можно увидеть, что это будет работать». Он похвалил последовательность чередующихся уровней между Билли и Рэем, утверждая, что это «приводит к блестящему чувству напряженности и освобождению», и сделал вывод: «Из всех ковбойских игр за последние несколько лет в Call of Juarez больше всего чувствуется душа. Неистовая и образная. Это игра, в которой вы чувствуете, что кто-то действительно заботится о его становлении». Том Брэмуэлл также поставил версии Xbox 360 8 из 10. Хотя он был несколько критически настроен по отношению к элементам управления (особенно в необходимости вручную подбирать боеприпасы и использовать кнут Билли), он похвалил используемый жанр игры: «Земля под своими ногтями, так плотно упакована, что это дало новую жизнь в сфере жанра шутера, и где масса разработчиков уступило это». Он был также впечатлён многопользовательскими режимами игры и её графическими улучшениями по сравнению с ПК-версией.
Алекс Наварро из GameSpot поставил ПК-версии 7 из 10, а версию Xbox 360 7,4 из 10, назвав игру «хорошо продуманным жанровым занятием, которое чаще всего развлекает, чем нет». Он похвалил способности Рэя, но раскритиковал Билли, особенно реализацию кнута. Он сделал вывод: "Он достаточно правильный, для того чтобы преодолевать различные проблемы и превратиться в приятный шутер. Мотив Старого запада хорошо работает, стрельба из пушки (и Библия) это очень весело, а у способных многопользовательских режимов хватает идти за этим, чтобы дать игре достаточной выдержки.
Дэн Адамс из IGN поставил ПК-версии 6,8 из 10, и написав: «Механика сплошной стрельбы смешана с плохим дизайном уровней, в то время как потенциально интересные протагонисты заняты враждебными врагами. К сожалению, некоторые из характерных особенностей игры, такие как замедленная съёмка с фокусировкой, чрезвычайно и фактически тянут игру вниз». Он похвалил способности Рэя, но критиковал Билли, особенно реализацию кнута, и пришёл к выводу: «Здесь есть некоторые забавные и безумные моменты, но в целом дизайн уровней — линейное разочарование». Джонатан Миллер поставил версии Xbox 360 7.5 из 10. Ему очень сильно понравились способности Рэя, и написал: «Западные фанаты действительно смогут наслаждаться Call of Juarez, игра, которая не боится принять риск и, которая может веселиться сама с собой». Он похвалил атмосферу, саундтрек и разнообразные стили геймплея, сделав вывод: «Call of Juarez не особенно хорош в какой-либо одной области, которого вы должны передать Techland на разработку одного из самых забавных вестернов на сегодняшний день».
Терри Нгуен из GameSpy поставил ПК-версии 2.5 из 5 звёзд, назвав её «изначально благостной, но в итоге испорченной». Ему не понравились способности Билли, особенно в платформенных версиях: «Call of Juarez — это игра, которую мы хотели бы полюбить, поскольку у неё есть множество необходимых элементов, которые, как мы верим, были на Диком Западе. Но очень слабо проработанная физика и линейное продвижение, которые занимают большую часть игры, необратимо портят всю радость от стрельбы по бандитам и ковбоям». Стерлинг МакГарви также поставил версии Xbox 360 2.5 из 5 звёзд, называя это «ещё одним стрелком Техаса и Мексики, который, кажется, был сделан кучей парней, которые смотрели слишком много вестернов, но не выяснили до конца, как получить атмосферу и подлинность того исторического периода». Он похвалил операторскую работу, и пришёл к выводу: «По большей части Call of Juarez включил две основные идеи, которые были объединены в игру. Тут будет неизбежное сравнение с Gun компании Neversoft, но Call of Juarez чувствует себя намного ближе к следующей версии тусклой Dead Man’s Hand, чем что-либо ещё».

### Продажи
Продажи оказались ниже ожидаемых в регионе Северная Америка: согласно NPD Group, было продано только 137 000 копий игры для ПК и консоли, однако европейские продажи игры были значительно выше, что позволило Techland зарекомендовать себя как разработчика компьютерных игр.